# Powiedzmy sobie wszystko
Powiedzmy sobie wszystko (ang. This Is Where I Leave You) – amerykański film fabularny z 2014 roku w reżyserii Shawna Levy’ego, wyprodukowany przez wytwórnię Warner Bros. Pictures.
Premiera filmu odbyła się 19 września 2014 w Stanach Zjednoczonych.

## Fabuła
Judd (Jason Bateman), Wendy (Tina Fey), Phillip (Adam Driver) i Paul (Corey Stoll) wracają po latach do domu, aby uczestniczyć w ceremonii pogrzebowej ojca. Zgodnie z wolą zmarłego mają spędzić tydzień z nadopiekuńczą matką, Hilary (Jane Fonda). Bracia i ich siostra zyskują okazję, by szczerze ze sobą porozmawiać, stawić czoło problemom i przemyśleć wiele spraw. Judd wciąż nie może pogodzić się z niewiernością żony, która nawiązała romans z jego szefem. W trakcie pobytu w rodzinnych stronach odnawia znajomość ze szkolną koleżanką. Z czasem wszyscy przekonują się, że życie nieustannie zaskakuje. Mimo różnic członkowie familii są gotowi wzajemnie się wspierać.

## Obsada
- Jason Bateman jako Judd Altman
- Tina Fey jako Wendy Altman
- Jane Fonda jako Hilary Altman
- Adam Driver jako Phillip Altman
- Rose Byrne jako Penny Moore
- Corey Stoll jako Paul Altman
- Kathryn Hahn jako Annie Altman
- Connie Britton jako Tracy Sullivan
- Timothy Olyphant jako Horry Callen
- Dax Shepard jako Wade Beaufort
- Debra Monk jako Linda Callen
- Abigail Spencer jako Quinn Altman
- Ben Schwartz jako Rabbi Charles „Boner” Grodner

## Odbiór

### Zysk
Film Powiedzmy sobie wszystko zarobił 34,3 miliona dolarów w Ameryce Północnej oraz 6,7 miliona dolarów w pozostałych państwach; łącznie 41 milionów dolarów w stosunku do budżetu produkcyjnego 20 milionów dolarów.

### Krytyka
Film Powiedzmy sobie wszystko spotkał się z mieszaną reakcją krytyków. W serwisie Rotten Tomatoes 43% ze stu sześćdziesięciu pięciu recenzji filmu jest pozytywne (średnia ocen wyniosła 5,46 na 10). Na portalu Metacritic średnia ocen z 39 recenzji wyniosła 44 punkty na 100.